# TSUBASA翼 夢幻之島篇
《TSUBASA翼 夢幻之島篇》（日语：ツバサ-WoRLD CHRoNiCLE-ニライカナイ編），是由漫畫團隊CLAMP所創作的少年漫畫作品，為《TSUBASA翼》的續作，於講談社月刊雜誌《Magazine SPECIAL》連載，故事劇情銜接《×××HOLiC·戻》。

## 登場角色
小狼（ Syaoran）
本作主角。
黒鋼（ Kurogane）
小狼旅行的同伴，日本國裏最強的忍者。
法伊・D・佛羅萊特（ Fai D. Flowright）
小狼旅行的同伴，色雷斯國最強的魔法師。
白·蒙哥拿（ Mokona Modoki）
由壹原侑子與庫洛・里多為了阻止飛王的企圖，還有為了「兩個未來」而創造出來的，能穿越次元的謎之生物。
櫻（ Sakura）
在飛王·里多的陰謀下，記憶羽毛飛散到不同次元中的玖樓國公主，和小狼是青梅竹馬。
四月一日君尋（ Kimihiro Watanuki）
『xxxHOLiC』的主角。
黑·摩可拿（ Mokona Modoki）
由壹原侑子與庫洛・里多為了阻止飛王的企圖，還有為了「兩個未來」而創造出來的，看得見妖怪的謎之生物，能夠和白摩可拿互相連絡。
姬神
角色Crossover：『GATE 7～7號閘門～』HANA
右近、左近
角色Crossover：『GATE 7～7號閘門～』橘/櫻

## 出版書籍
發售日期有*的為特裝版。
| 集數 | 講談社                         | 講談社                                                  | 東立出版社     | 東立出版社             |
| 集數 | 發售日期                       | ISBN                                                    | 發售日期       | ISBN                   |
| ---- | ------------------------------ | ------------------------------------------------------- | -------------- | ---------------------- |
| 1    | 2015年2月14日* 2015年2月17日   | ISBN 978-4-06-395326-8 ISBN 978-4-06-358757-9（特裝版） | 2015年9月18日  | ISBN 978-986-431-968-8 |
| 2    | 2015年10月15日* 2015年10月16日 | ISBN 978-4-06-395490-6 ISBN 978-4-06-358790-6（特裝版） | 2016年1月14日  | ISBN 978-986-431-969-5 |
| 3    | 2016年8月17日                  | ISBN 978-4-06-395717-4 ISBN 978-4-06-397001-2（特裝版） | 2016年12月14日 | ISBN 978-986-470-866-6 |

## 外部連結
- （日語）TSUBASA翼 夢幻之島篇（页面存档备份，存于）